# Methwold
Methwold – wieś w Anglii, w hrabstwie Norfolk, w dystrykcie King’s Lynn and West Norfolk. Leży 53 km na zachód od Norwich i 122 km na północny wschód od Londynu.
Miejscowość liczy 1476 mieszkańców.